# 奥里萨邦饥荒
1866年的奥里萨邦饥荒从英属印度的马德拉斯向北影响了印度东海岸，该地区覆盖180,000英里，人口为47,500,000； 然而，饥荒的影响在奥里萨邦（当时的英属印度）最大，当时 与英属印度其他地区完全隔离。因1866年的奥里萨邦饥荒，饿死者500万人。